# Forte de Neduntivu

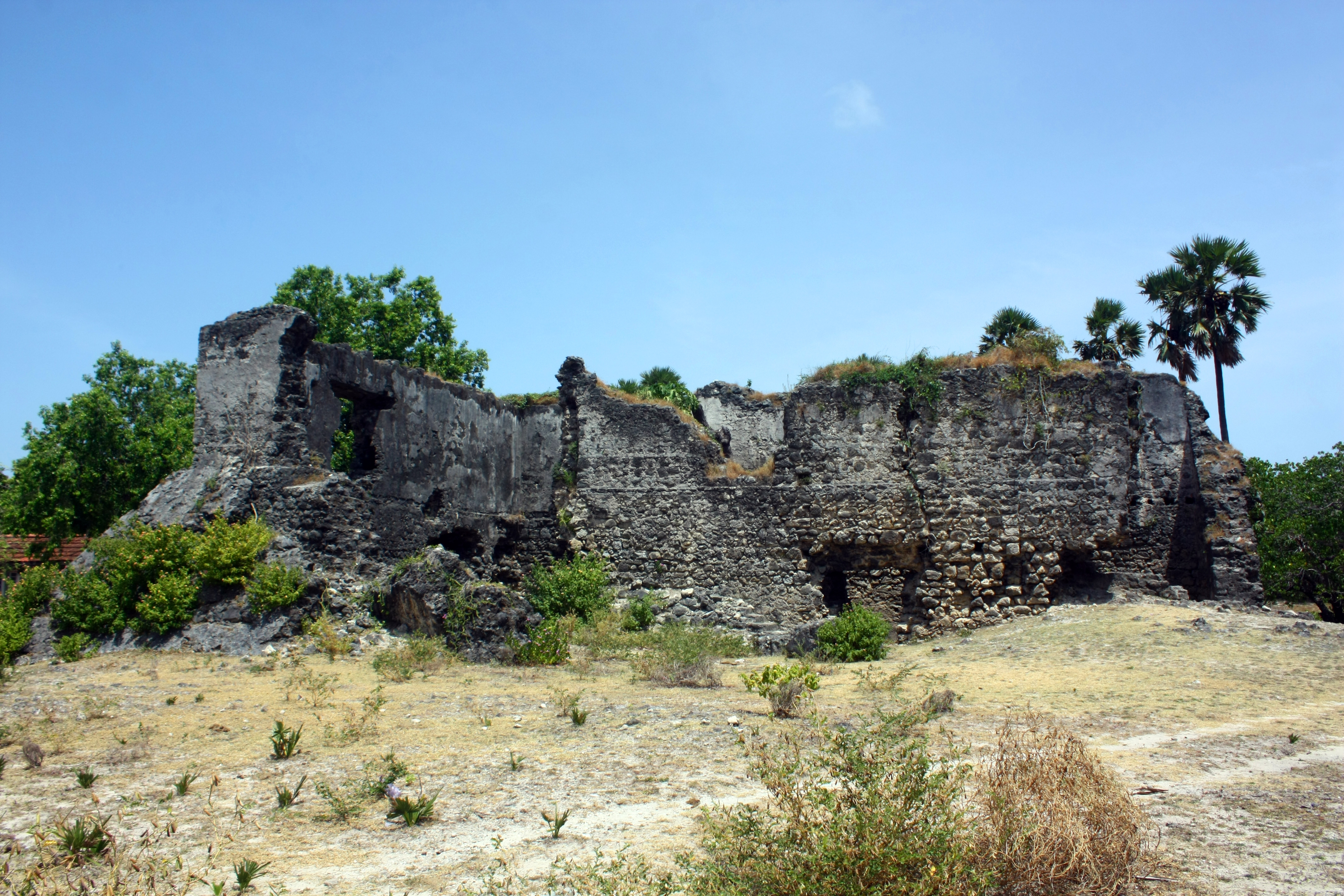
O forte da Ilha das Vacas.

 O Forte de Neduntivu, no Sri Lanka, é uma antiga fortificação portuguesa, construída na ilha de Neduntivu. Atribuída localmente ao antigo rei karaikar Meekaman e chamada Neduntheevu fort, trata-se de uma antiga casa senhorial fortificada portuguesa. Os portugueses chamavam à ilha de Neduntivu "Ilha das Vacas".
Foi posteriormente tomada pelos holandeses da Companhia Holandesa das Índias Orientais, que construíram um quartel ao pé e deram à Ilha das Vacas o nome de Delft.
O forte foi construído em pedra de coral e cal. Ainda que em hoje em ruínas, Ralph Henry Bassett descreveu o forte como "a very strongly fortified fort" no seu livro Romantic Ceylon: Its History, Legend, and Story.